# El hombre delgado
El hombre delgado (The Thin Man en inglés) es la última novela de Dashiell Hammett, publicada en 1934. En 1995, la Mystery Writers of America la incluyó en su lista de las cien mejores novelas de misterio de todos los tiempos.

## Argumento
En tiempos de la Ley Seca, Nick y Nora Charles se encuentran en Nueva York pasando sus vacaciones de Navidad, emborrachándose en su habitación de hotel y en cualquier speakeasy que se les ponga a tiro. Pero sus planes van a verse un poco trastocados.
Nick es un detective privado retirado ahora que se dedica a llevar las cuentas de la herencia que ha dejado su suegro, pero debido a la muerte de la amante de un viejo cliente, Clyde Wynant, vuelve a verse envuelto en una investigación policial, ya que es requerido tanto por Wynant (sospechoso del asesinato y en paradero desconocido, ya que sólo se comunica mediante cartas a través de su abogado) como por el resto de su excéntrica familia, para que descubra al verdadero asesino, y el escondite en el que se encuentra Clyde. Aunque Nick rehúsa la oferta, se verá obligado a formar parte de la investigación, ya que se ve envuelto en los tejemanejes de la familia Wynant que lo convierten en el eje central sobre el que giran sus locuras.

## Adaptaciones
Aunque Hammett nunca escribió una continuación, el libro sirvió como base para una exitosa saga de seis películas que empezó el mismo año con la adaptación del libro, y que en España recibiría el nombre de La cena de los acusados.